# Douglas S. Cook
Douglas S. Cook (1958/1959 – 19 de julho de 2015) foi um roteirista americano, conhecido por ter escrito o filme de 1996 A Rocha. Seus outros créditos foram  Payoff, Santo Matrimônio, Risco Duplo e Mente Criminosa. Cook escreveu todos os seus roteiros  juntamente com o seu parceiro David Weisberg. Eles também escreveu outro filme de ação Blank Slate, na qual não foi produzido pela Bold Films.
Cook morreu em 19 de julho de 2015, com 56 anos, em Santa Monica, Califórnia.

## Filmografia
- Payoff (1991, o filme)
- Santo Matrimônio (1994)
- A Rocha (1996)
- Risco Duplo (1999)
- Mente Criminosa (2016)